# 岳南江尾站

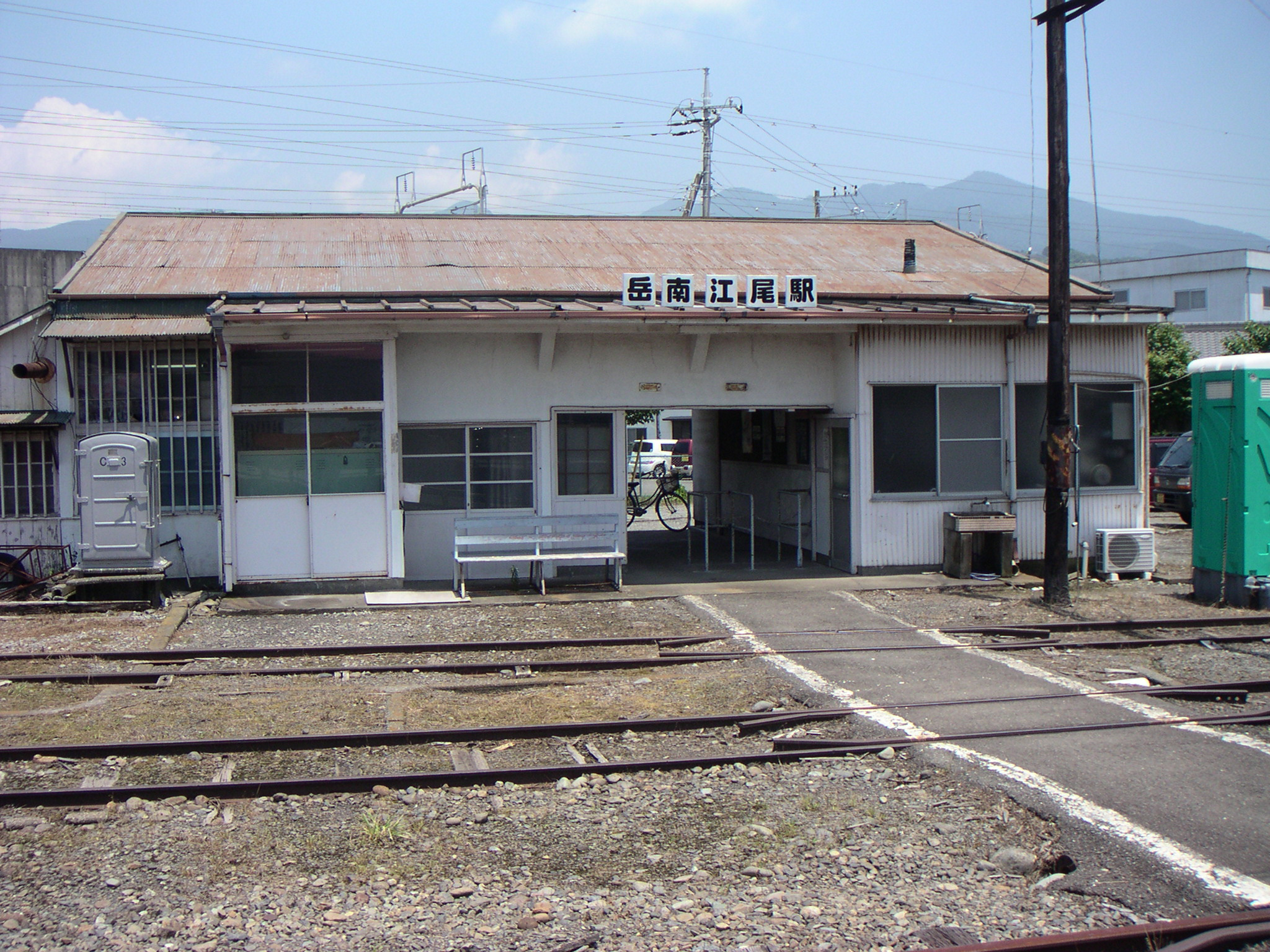
車站大樓（月台一方）

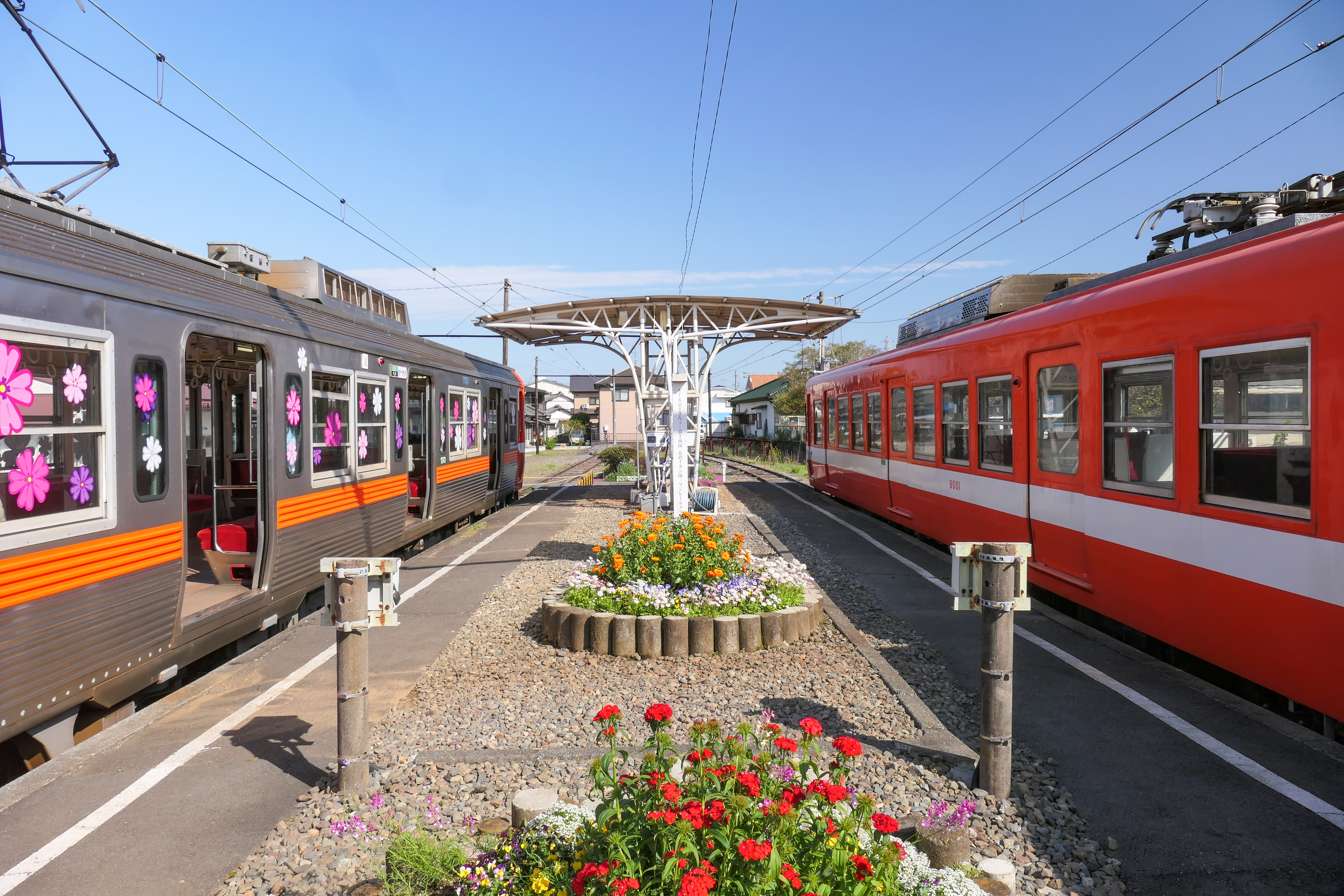
月台(2023年4月)

岳南江尾站（日语：／ Gakunanenoo eki */?）是位於靜岡縣富士市江尾143番2號，岳南電車的岳南線車站（終點站）。車站編號為GD10。

## 歷史
- 1953年（昭和28年）1月20日 - 岳南鐵道（日语：岳南鉄道）車站啟用。
- 1984年（昭和59年）2月1日 - 隨著終止貨物起卸業務，成為無人車站。
- 2013年（平成25年）4月1日 - 隨著經營業務轉移，成為岳南電車車站[1]。
- 2016年（平成28年）3月27日 - 舉行「藝術站 in GAKUDEN」，月台上設有了站名牌。

## 車站構造
此站是地面車站，設有1面2線的港灣式月台。此站是無人車站。站內設有廁所。
此站設有車站大樓，在有人車站時代曾經使用的櫃臺已經被板圍封，此站沒有自動售票機等設備。大樓內還遺留了手動式出發資訊牌，在無人化後不再使用。
此站設有車輛停泊，也有車輛夜間停泊。
曾經此站設有貨物起卸業務。於車站西北方設有三島化工專用線、側線和貨物月台。現時已經撤走，只遺留了站內平交道遺蹟。另外，鐵路線曾經計劃延長至沼津站。在月台盡頭於還有一小部分路軌延伸至沼津方向。在一段時期設有機走線，在1984年結束貨物業務後不再使用。在2009年（平成21年），現時的機走線已經不能使用。站內部分地方變成了住宅區。
在車站啟用後長久以來月台上均沒有站名牌。在2016年3月27日當日舉行了「藝術站 in GAKUDEN」，當天車站變成了博物館。而月台新站名標於當日舉行了揭幕儀式。
在車站附近的平交道警示機中，與岳南富士岡站一樣是電鈴式。

### 月台
| 月台 | 路線    | 上下行 | 方向                           |
| ---- | ------- | ------ | ------------------------------ |
| 北邊 | ■岳南線 | 上行   | 岳南富士岡、吉原本町、吉原方向 |
| 南邊 | ■岳南線 | 上行   | 岳南富士岡、吉原本町、吉原方向 |

## 使用狀況
根據「靜岡縣統計年鑑」，以下為1日平均上下車人次列表。
| 年度     | 一日平均 上下車人次 | 乘車人次 | 下車人次 |
| -------- | ------------------- | -------- | -------- |
| 2001年度 | 102人               | 45人     | 57人     |
| 2002年度 | 93人                | 43人     | 50人     |
| 2003年度 | 92人                | 42人     | 50人     |
| 2004年度 | 104人               | 46人     | 58人     |
| 2007年度 | 92人                | 41人     | 51人     |

## 車站周邊
車站附近設有JR東海道新幹線高架橋通過。
車站附近設有住宅區、工場和農地。站前說有商店街。
- 江尾公園
- UCC富士綜合工場
- MaxValu（日语：マックスバリュ）富士江尾店
- 三島化工
- 東海道本線東田子之浦站（南邊約2.5公里）

## 巴士路線
在車站北邊200米處的靜岡縣道22號三島富士線（根方街道）上設有富士急靜岡巴士江尾巴士站。
- 沼11（根方線）：船津、東平沼
- 沼11（根方線）：富士站（經吉原中央站（日语：吉原中央駅））

## 相鄰車站
岳南電車
■岳南線
神谷（GD09）－岳南江尾（GD10）

## 注腳
1. ↑  . 日本經濟新聞. 2013-01-25  [2013-01-27]. （原始内容存档于2021-02-14） （日语）.

## 外部連結
- GD10 岳南江尾站 （页面存档备份，存于）（日語） - 岳南電車株式會社